# Ophiusa contracta
Ophiusa contracta är en fjärilsart som beskrevs av W. Warren 1913. Ophiusa contracta ingår i släktet Ophiusa och familjen nattflyn. Inga underarter finns listade i Catalogue of Life.